# 金原泰義
金原 泰義（かねはら やすのり、1981年11月17日 - ）は、北朝鮮の男性総合格闘家、元柔道家。日本大阪府出身。チーム・クラウド所属。
在日朝鮮人3世で、本名は金 泰義（キム・テウイ、Kim Teui）。

## 来歴
近畿大学附属福山高校から近畿大学に進学し、柔道を経験。
2002年1月、近畿大学3年時に、日本国際柔道大会73kg級に北朝鮮代表として出場。
2003年1月12日、2003年嘉納治五郎杯国際柔道大会73kg級に北朝鮮代表として出場するも、1回戦で敗退した。
2003年9月、大阪城ホールで開催された世界柔道選手権大会86kg級に北朝鮮代表として出場するも、1回戦で敗退した。
2006年2月4日、総合格闘技デビューとなったMARSで星野勇二と対戦し、判定ドロー。
2007年2月17日、CAGE FORCE初参戦となったCAGE FORCE EX -western bound-のライト級王座決定トーナメント1回戦で美木航と対戦し、右目尻カットでドクターストップ負けとなった。
2008年7月27日、DEEP初参戦となったDEEP 36 IMPACTのオープニングファイトで柴博と対戦し、パウンドでTKO勝ち。プロキャリア初白星となった。
2009年2月28日、CAGE FORCE EX -eastern bound-で永田克彦と対戦し、判定ドロー。

## 戦績
| 総合格闘技 戦績 | 総合格闘技 戦績 | 総合格闘技 戦績 | 総合格闘技 戦績 | 総合格闘技 戦績 | 総合格闘技 戦績 | 総合格闘技 戦績 |
| --------------- | --------------- | --------------- | --------------- | --------------- | --------------- | --------------- |
| 10 試合         | (T)KO           | 一本            | 判定            | その他          | 引き分け        | 無効試合        |
| 3 勝            | 3               | 0               | 0               | 0               | 2               | 0               |
| 5 敗            | 1               | 1               | 3               | 0               | 2               | 0               |

| 勝敗 | 対戦相手                       | 試合結果                        | 大会名                                                               | 開催年月日     |
| ○    | KG心斗                         | 1R 0:55 TKO（パウンド）         | CAGE FORCE                                                           | 2009年9月12日  |
| ○    | エリヤ                         | 2R 3:00 TKO（パウンド）         | CAGE FORCE 10                                                        | 2009年4月25日  |
| △    | 永田克彦                       | 5分3R終了 判定0-0               | CAGE FORCE EX -eastern bound-                                        | 2009年2月28日  |
| ○    | 柴博                           | 2R 0:19 TKO（パウンド）         | DEEP 36 IMPACT                                                       | 2008年7月27日  |
| ×    | 児山佳宏                       | 5分3R終了 判定0-3               | CAGE FORCE EX -eastern bound-                                        | 2007年11月11日 |
| ×    | ドナルド・カウボーイ・セローン | 2R 2:26 三角絞め                | CAGE FORCE 03                                                        | 2007年6月9日   |
| ×    | 美木航                         | 2R 1:21 TKO（ドクターストップ） | CAGE FORCE EX -western bound- 【ライト級王座決定トーナメント 1回戦】 | 2007年2月17日  |
| ×    | 鹿又智成                       | 5分2R終了 判定0-2               | D.O.G. VII                                                           | 2006年9月9日   |
| ×    | 美木航                         | 5分2R終了 判定0-2               | D.O.G. VI                                                            | 2006年6月11日  |
| △    | 星野勇二                       | 5分2R終了 判定0-1               | MARS in 有明                                                         | 2006年2月4日   |